# Quartiers de Fontainebleau
Les quartiers de Fontainebleau sont des subdivisions de la ville de Fontainebleau. Leurs constitutions et leurs délimitations ont historiquement été mouvantes, mais une division municipale contemporaine a vu le jour. Au nombre de dix officiellement dans les années 2020, des visites de quartiers par les élus sont périodiquement réalisées avec leurs habitants.

## Histoire

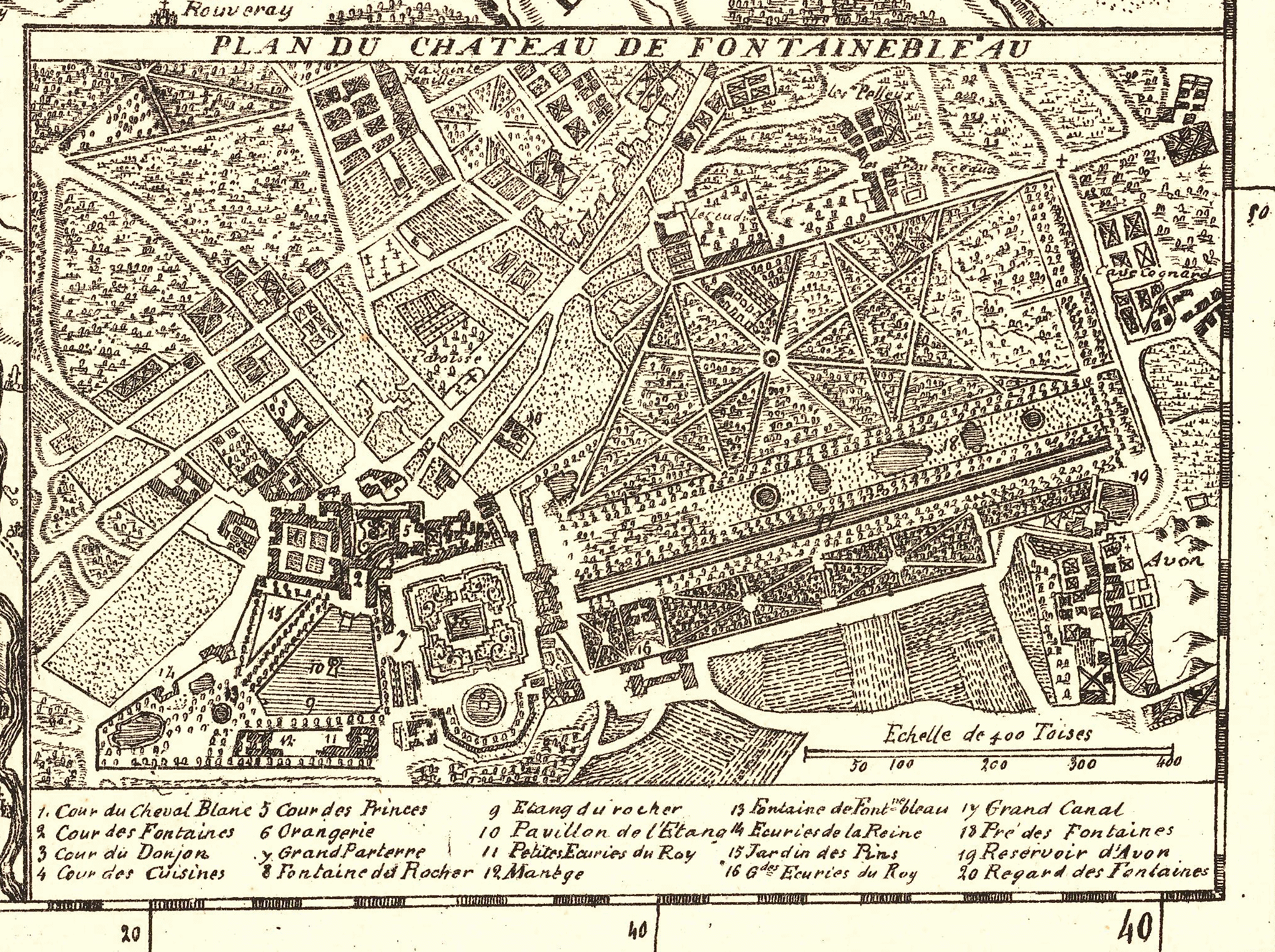
Plan du bourg de Fontainebleau en 1741.

Au XVIIe siècle et jusqu’à la fin du XVIIIe siècle, le territoire de Fontainebleau est divisé seulement en trois parties, du Milieu, du Haut et du Bas qui se répartissent comme tels :
- le quartier du Milieu : les rues de Nemours, des Bons-Enfants, de Montmorin et le quartier des Suisses ;
- le quartier du Haut : les rues Saint-Merry, d’Aiguillon, de Guébriant, Traversière, des Petits-Champs, de France, des Sablons, de Ferrare, des Pins, Saint-Louis, Royale, des Orties, de Fleury, de la Corne, de la Paroisse, de la Cloche, des Buttes, des Bois, de Neuville, des Trois-Maillets, des Bouchers, des Coches.
- le quartier du Bas : les rues de la Chancellerie, du Coq-Gris, des Trois-Pucelles, Basse, d’Avon, du Parc, du Citron, de l’Abreuvoir, de la Coudre, des Héronnières, Saint-Pierre[1].

En 1789, il se forme un comité civil et de police qui divise le bourg royal de Fontainebleau en dix districts :
- de Neuville,
- des Écoles-Chrétiennes,
- de l’Étape,
- de la Paroisse,
- de la Chancellerie,
- du Marché-au-Blé,
- de Saint-Merry,
- de France,
- du Château,
- de la rue Royale[2].

Puis, le 7 avril 1792, il est décidé, et le 16 septembre de la même année (an IV) il est commencé, le numérotage des maisons, pour faciliter le logement des gens de guerre,. Il fut fait, non par rues, mais pour chacune des cinq sections de la ville, divisée ainsi par décret de l’Assemblée nationale en date des 20-23 novembre 1790. Le 12 mars 1793 sont nommés les commissaires chargés de surveiller le travail du peintre Leblanc, entrepreneur du numérotage, à raison de 5 livres par cent numéros ou lettres. Ces cinq sections sont respectivement numérotées :
1. section des Terres, comprenant les Pleus et les Provenceaux, deux anciens hameaux, autrefois distincts de la ville et limitée :
  - à l'Est, par le mur du Parc ;
  - au Nord, par la forêt ;
  - à l'Ouest et au Sud, par la route du Bornage ;
2. section de La Chambre, limitée :
  - à l'Est, par la partie à gauche de la rue de Montmorin en allant au chemin de Melun ;
  - au Nord, par l’enclos de la Chambre ;
  - à l'Ouest, par les rues des Pallis, du Cimetière et de la Paroisse, à gauche en venant de la forêt,
  - au Sud, par ladite rue de Montmorin ;
3. section de La Pointe, limitée :
  - à l'Est, par l’extrémité de la rue de la Coudre et les petites écuries du Roy ;
  - au Nord, par la rue de Montmorin, à droite en allant au chemin de Melun ;
  - à l'Ouest, par la rue du Citron et la rue Basse, à gauche en descendant à la place d’Armes,
  - au Sud, par les murs intérieurs du Parc[3] ;
4. section du Château, limitée :
  - à l'Est, par les rues du Citron, de Montmorin, des Trois-Pucelles, du Coq-Gris, de la Chancellerie ;
  - au Nord, par la rue des Sablons, à gauche et la rue de Bourbon ;
  - à l'Ouest, par les bâtiments extérieurs du Château ;
  - au Sud, par les murs du Mail[2],[3] ;
5. section de Saint-Merry, limitée :
  - à l'Est, par la rue du Cimetière, à gauche en allant à la forêt, et la rue des Pallis, également à gauche ;
  - au Nord, par les terres de la 1re section ;
  - à l'Ouest, par les murs de l’hôtel d’Estrées et dépendances de la rue Saint-Merry ;
  - au Sud, par l’extrémité des rues de l’Arbre-Sec, d’Aiguillon, les murs du parc du Gouvernement[2].

## Subdivision actuelle
Dans les années 2020, la Ville est divisée en dix quartiers distincts numérotés :
1. Madame-Élisabeth,
2. Sous-Préfecture,
3. Hyper-Centre,
4. Lilas-Saint-Honoré,
5. Damesme,
6. Plaine de la Chambre,
7. Étape,
8. Provenceaux,
9. Touring-Club,
10. Bréau[4].